# 弗洛里亚努
弗洛里亚努（葡萄牙語：Floriano）是巴西皮奥伊州的一个市镇。总面积3409.664平方公里，总人口56011人，人口密度16.4人/平方公里。